# Francisco Ruiz-Jarabo
Francisco Ruiz-Jarabo, né le 28 septembre 1901 à Garcinarro et mort le 25 septembre 1990, est un homme politique espagnol, ministre de la Justice dans les gouvernements Carrero, Arias I et II.